# Sbor dobrovolných hasičů Sedliště
Sbor dobrovolných hasičů Sedliště byl v době Rakousko-Uherska nejstarší vesnický hasičský sbor v Těšínském Slezsku a zároveň se jedná o nejstarší spolek působící v obci. Jeho zakladatelem byl v roce 1891 tehdejší starosta Občansko-rolnické besedy Jan Polach (1852–1928), který byl in memoriam jmenován čestným občanem Sedlišť. 

## Historie
Ve druhé polovině 19. století došlo k rozmachu průmyslu na Ostravsku, ovšem elektřina v té době nebyla zavedena a svítilo se otevřeným ohněm. Tovární budovy měly sice zděné zdi, ale střechy byly stavěny ze snadno zápalné krytiny, a totéž platilo pro obydlí na vesnicích. Požáry byly časté, přičemž protipožární ochrana byla špatná a hašení neorganizované. Proto byl Slezskou vládou v Opavě v 70. letech 19. století vydán zákon o požární policii, díky němuž začaly vznikat první dobrovolné hasičské sbory, které ovšem byly německé. 
Na oslavách 20. výročí vniku Rolnicko-občanské besedy v Sedlištích, které se konalo 27. srpna 1891, vyval český poslanec říšské rady pro Slezsko Václav Hrubý k vytvoření českého dobrovolného hasičského sboru v Sedlištích. Tohoto úkolu se zhostil Jan Polach a pod vedením Ondřeje Skokana začal výcvik zhruba 30 mužů. Pro výzbroj a výstroj spolek získal peníze z Rolnicko-občanské besedy a také půjčkami od majetnějších sedláků.
Založení spolku se tedy datuje ode dne 27. srpna 1891, ale stanovy spolku byly schváleny až 31. května 1892. Začátky sboru nebyly vůbec jednoduché. Získané peníze stačily pouze na vybavení spolku základním náčiním, jako jsou sekery, lopaty a háky. Oheň hasili putýnkami s vodou, což museli praktikovat hned roku 1892 při požáru usedlosti v obci. Syn majitele si opilý zapálil cigaretu na půdě a usnul, bohužel při požáru uhořel. Druhý požár se hasiči snažili uhasit ve vedlejší obci Bruzovice, ovšem vzhledem k velikosti požáru a absenci techniky se požár nepodařilo uhasit.
Tyto události vedly k vypsání sbírky, kdy se v Sedlištích, Bruzovicích i Frýdku vybralo dohromady 1 500 zlatých, za které se v roce 1893 koupila čtyřkolová hasičská stříkačka za 600 zlatých. Za zbytek peněz se pořídilo sukno, ze kterého Jan Mojžíšek, krejčí a člen sboru, ušil první uniformy. Ty byly šedé a sestávaly z blůzy a kalhot, na nohou se nosila bagančata.
Již s novou technikou zasahoval sedlišťský sbor u požáru usedlosti v Lískovci a továrny ve Frýdku, přičemž se hasičům podařilo zabránit rozšíření požáru na vedlejší textilku továrníka Neumana. Jako odměnu za dobře odvedenou práci získali hasiči od pojišťovny 100 zlatých a od továrníka Neumana 1 000 zlatých. Tyto peníze posloužily k dovybavení výzbroje a výstroje a k postavení hasičského skladiště (dřívější název pro hasičskou zbrojnici), které bylo dokončeno v roce 1906.
Od té doby sbor vzkvétal a vyvíjel také kulturní činnost. Vlastnil poměrně velkou knihovnu a pořádal divadelní ochotnická představení. Činnost sboru však byla přerušena první světovou válkou, kdy mladí členové museli narukovat na vojnu.
Po vzniku Československé republiky byla činnost spolku v roce 1920 oživena a v roce 1923 byl sbor rozšířen o samaritánský ženský odbor, který čítal 9 členek. O rok později se dobrovolní hasiči ze Sedlišť zasloužili jak organizačně, tak finančně o vznik sboru dobrovolných hasičů v Hrčavě, a zároveň byla zahájena výstavba věže hasičského skladiště na sušení hadic. Ta byla dokončena v roce 1925.
V roce 1929 byla dodána motorová čtyřkolová stříkačka, na jejíž koupi se uspořádala veřejná sbírka, a zbytek peněz se vypůjčil u místního spořitelního spolku Kampelička. V roce 1931 byla do hasičského skladiště také zavedena elektřina.
Ve 30. letech 20. století byly kvůli rostoucímu ohrožení nacismem organizovány Civilní protiletecké ochrany (CPO), jejichž hlavní silou bylo hasičstvo. Cvičily se hasičské pohotovosti či noční zatemňování domů. Poprvé také začaly fungovat tzv. zvláštní hlídky, které kontrolovaly průběh oslav nebo tanečních zábav.
Před druhou světovou válkou se sbor rozrostl na 142 členů, z nichž se mnoho účastnilo mobilizace čs. branných sil v roce 1938. Ještě během Protektorátu se podařilo v roce 1940 přistavět spolkovou místnost ke zbrojnici, poté byl však sbor reorganizován a podřízen obecnímu úřadu, jehož vize se často rozcházely s vedením sboru. Temné období Protektorátu neumožnilo důstojné oslavy 50 let od založení sboru a činnost SDH upadala.
Po osvobození Československa v roce 1945 nastala stejná situace, jak po první světové válce – nastala doba rozkvětu, sbor čítal 32 činných a 76 přispívajících členů. V roce 1947 byla hasičská zbrojnice vybavena poplachovou sirénou a po přejmenování sboru na Místní jednotku svazu Československého hasičstva v roce 1951 proběhly velkolepé oslavy 60 let trvání sboru. Sbor byl poté ještě dvakrát přejmenován – v roce 1951 byl název Hasičský sbor změněn na Protipožární sbor a v roce 1953 na Československý svaz požární ochrany. O rok později bylo vytvořeno dívčí dorostenecké družstvo čítající 11 členek a v roce 1957 byla započata 2. etapa přístavby hasičské zbrojnice. 
Po vstupu vojsk Varšavské smlouvy v roce 1968 nastal další vývoj sedlišťského hasičského spolku. Probíhaly každoroční protipožární prohlídky obytných domů i veřejných budov, konal se požárnický ples či okrskové požární cvičení v roce 1970. V té době měl sbor 149 členů (z toho 87 činných), a v roce 1983, v období velkého sucha, pomáhal sbor občanům rozvozem cisteren s vodou do odlehlých částí obce.
V roce 1989 zapříčinily listopadové události v Praze změnu společenského systému, což se negativně odrazilo i na fungování SDH Sedliště. Poslední velká akce byla oprava zbrojnice v letech 1989 až 1991 a oslava stého výročí sboru. Kvůli nedostatku financí na zmodernizování či opravení techniky opadal zájem členů sboru, neboť se zastaralou technikou nemohli konkurovat „bohatším“ sborům a díky blízkosti profesionální výjezdové jednotky ve Frýdku-Místku se diskutovalo o zbytečnosti fungování sedlišťského sboru.
Obrat nastal po roce 2002, kdy zastupitelstvo obce uvolnilo dostatečné finance pro vybavení výjezdové jednotky a na opravu střechy a fasády hasičské zbrojnice.